# 机械安全
机械安全技术是在机械的制造、运行和使用过程中，用以防止或缓和其带来的撞击、挤压、切割等机械伤害和触电、噪音与高温等非机械伤害的安全生产技术。

## 危险源及防护
机械安全中，有一些部位是危险系数较高的部分，因而需要加强关注和防护。齿轮部件后中齿轮的咬合处、皮带传动机械中皮带和转盘的接合处、机床操作中操作台本身的尖锐部位、风扇叶等转动物体等等，都是机械行业中常见的易于发生安全事故和造成人身伤害的危险部位。